# Antun Cvek
Antun Cvek (Bizek, Zagreb, 10. veljače 1934. – Zagreb, 28. svibnja 2019.), hrvatski katolički svećenik, isusovac, karitativni djelatnik i humanitarac. 

## Životopis
Rodio se je na Bizeku 1934. godine. Izučio je za autolimara. Završio je srednju ekonomsku školu. 
Završio je studij filozofije i teologije. Prvotno zemljopisno područje njegova karitativna djelovanje jest župa Srca Isusova kod zagrebačke rezidencije isusovaca.
Poznat je po svojoj skrbi za brojne stare, bolesne i nemoćne osobe, zbog čega je stekao nadimak "Dobri duh Zagreba" i apostola gradskih siromaha i očajnika. Obilazi starije osobe, socijalno ugrožene, osamljene da bi im pružio pomoć. Pomoć se sastoji od:
- tjednog posjećivanja, a po potrebi i češće ovisno o potrebi osobe i mogućnosti volontera
- obavljanja sitnih usluga poput odlaska liječniku, ljekarniku, nabave potrepština, manjih popravaka u kući, organiziranja prijevoza i drugo
- pranje rublja u praonici
- njege teško pokretnih i nepokretnih, vikendom.

Socijalnim radom se bavi još od 1969. godine kad je bio student, raznoseći sirotinji Caritasove božićne pakete. 1974. se je zaredio za svećenika. Njegov milosrdni rad s ljudima postao je simbolom dobrote, tako da se njegovim imenom i prezimenom naziva dobrotvore (slavonski pater Cvek - Ivan Zirdum).
Osnovao je  zakladu biskupa Josipa Langa i udrugu Kap dobrote 19. prosinca 1990., udrugu u kojoj djeluju ljudi dobre volje koji djeluju za dobro "malog čovjeka", čovjeka stvorenog na sliku Božju, prijatelja Božjeg. 1991. je osnovao Kap života, čiji dragovoljni suradnici Uskrsom i Božićem organiziraju susrete štićenika.
Po scenariju Andree Čakić i u režiji Srđana Segarića snimljen je polusatni dokumentarni film o njemu Pater Cvek.
Dobio je nagrade: Red Danice hrvatske,  Ponos Hrvatske (2008.), godišnja nagrada Udruge za promicanje hrabrosti, humanosti i poštenja, Životno djelo, nagrada za humanitarni rad na državnoj razini, Milosrdni Samaritanac, godišnja nagrada Crvenog križa, Čini dobro – osjećaj se dobro, godišnja nagrada Centra za palijativnu medicinu, medicinsku etiku i komunikacijske vještine zagrebačkoga Medicinskog fakulteta, nominiran je za osobu godine 2007.
Hrvatska pošta pustila je 2019. u optjecaj prigodnu poštansku marku Pater Antun Cvek – dobri duh Zagreba.

## Djela
- 2002. Antun Cvek, Iz dnevnika otpisanih. Zagreb: Filozofsko-teološki institut Družbe Isusove.
- 2005. Antun Cvek, Socijalni križni put. Zagreb: Zaklada biskup Josip Lang.
- 2006. Antun Cvek i Andrea Ćakić, Živim, a ne postojim. Zagreb: Zaklada biskup Josip Lang.
- 2009. Antun Cvek i Andrea Ćakić, Sjeti me se. Zagreb: Zaklada biskup Josip Lang.